# Salix driophila
Salix driophila ist ein Strauch aus der Gattung der Weiden (Salix). Das natürliche Verbreitungsgebiet der Art liegt in China.

## Beschreibung
Salix driophila wächst als Strauch. Die Zweige sind purpurn braun oder gelblich braun, junge Zweige sind purpurn grün und filzig behaart. Die Laubblätter sind gestielt. Die Blattspreite ist elliptisch, länglich oder gerundet. Der Blattrand ist ganzrandig, das Blattende stumpf oder spitz. Die Blattoberseite ist grün, leicht flaumig behaart oder beinahe kahl, die Unterseite ist grünlich und seidig-filzig oder daunig behaart.
Die männlichen Blütenstände sind aufrecht stehende, ab 2,5 und meist 4 bis 4,5 Zentimeter lange und 6 bis 8 Millimeter durchmessende Kätzchen. Der Blütenstandsstiel ist 1 bis 2 Zentimeter lang und trägt zwei bis fünf kleine Blätter. Die Tragblätter sind verkehrt-eiförmig-länglich, etwa 1,5 Millimeter lang, gebogen, zottig behaart und haben ein grünliches, stumpfes Ende. Männliche Blüten haben eine länglich-zylindrische, etwa 0,6 Millimeter lange, kräftige, adaxiale Nektardrüse. Die Staubblätter sind nicht zusammengewachsen, 3,5 bis 4 Millimeter lang und an der Basis fein behaart. Die weiblichen Kätzchen sind bis zu 5,5 Zentimeter lang. Die Tragblätter sind rundlich, etwa 1 Millimeter lang, zottig behaart oder auf der Oberseite kahl. Weibliche Blüten haben eine eiförmig-zylindrische, kräftige, adaxiale Nektardrüse, die etwa gleich lang wie die Tragblätter ist. Der Fruchtknoten ist eiförmig, etwa doppelt so lang wie die Tragblätter, sitzend und dicht weiß und daunig behaart. Der Griffel ist deutlich ausgebildet und zweilappig, die Narbe ist ganzrandig oder gespalten. Als Früchte werden etwa 3 Millimeter lange, sitzende und fein behaarte Kapseln gebildet. Salix driophila blüht mit dem Blattaustrieb im Mai, die Früchte reifen ebenfalls im Mai.

## Verbreitung und Ökologie
Das natürliche Verbreitungsgebiet liegt in der chinesischen Provinz Sichuan, im Nordwesten von Yunnan und im Osten des Tibet. Dort wächst die Art auf Berghängen in Höhen von 2100 bis 3100 Metern.

## Systematik
Salix driophila ist eine Art aus der Gattung der Weiden (Salix) in der Familie der Weidengewächse (Salicaceae). Dort wird sie der Sektion Eriocladae zugeordnet. Sie wurde 1916 von Camillo Karl Schneider in Plantae Wilsonianae erstmals wissenschaftlich beschrieben. Synonyme der Art sind nicht bekannt.